# Claude Michel
Claude Michel (Elna, 26 de setembre del 1938) va ser un diputat socialista nord-català.

## Biografia
D'ofici professor, era membre del partit socialista francès quan es presentà a les eleccions legislatives d'11 de març del 1973 per la segona circumscripció, Bernay, del departament de l'Eure, amb un programa
 que defensava els drets dels treballadors, proposava el trencament amb el capitalisme, com a camí cap al socialisme, i instava a una reforma constitucional. Obtingué l'escó i, sempre en les files socialistes, el revalidà a les eleccions del 19 de març del 1978, el 21 de juny del 1981 i el 16 de març del 1986. Quan acabà la legislatura, el 14 de maig del 1988, ja no tornà a la Cambra.
El 1983 havia presidint una comissió mixta Assemblea-Senat que, infructuosament, intentà d'assolir un consens en relació amb el projecte de llei relatiu a la democratització de les investigacions públiques. Entre 1976 i 1982 va ser conseller general de l'Eure, elegit pel cantó de Routot.